# Municipio de Cicero (Illinois)
El municipio de Cicero (en inglés: Cicero Township) es un municipio ubicado en el condado de Cook en el estado estadounidense de Illinois. En el año 2010 tenía una población de 83891 habitantes y una densidad poblacional de 5.522,68 personas por km².

## Geografía
El municipio de Cicero se encuentra ubicado en las coordenadas 41°50′40″N 87°45′33″O / 41.84444, -87.75917. Según la Oficina del Censo de los Estados Unidos, el municipio tiene una superficie total de 15.19 km², de la cual 15.19 km² corresponden a tierra firme y (0%) 0 km² es agua.

## Demografía
Según el censo de 2010, había 83891 personas residiendo en el municipio de Cicero. La densidad de población era de 5.522,68 hab./km². De los 83891 habitantes, el municipio de Cicero estaba compuesto por el 51.95% blancos, el 3.76% eran afroamericanos, el 0.83% eran amerindios, el 0.61% eran asiáticos, el 0.06% eran isleños del Pacífico, el 39.27% eran de otras razas y el 3.53% pertenecían a dos o más razas. Del total de la población el 86.55% eran hispanos o latinos de cualquier raza.

## Transporte

### Principales carreteras
- Ruta de Illinois 50 - Avenida Cícero